# Slot Gadebusch
Het Slot Gadebusch is een renaissancistisch kasteel uit 1573 in het noordwesten van Mecklenburg-Voor-Pommeren in de stad Gadebusch, gelegen tussen Schwerin en Ratzeburg. Het is een zeldzaam voorbeeld van de baksteenrenaissance-architectuur uit Mecklenburg, Noord-Duitsland met reliëfs in de regionale Johann Albrecht-stijl.

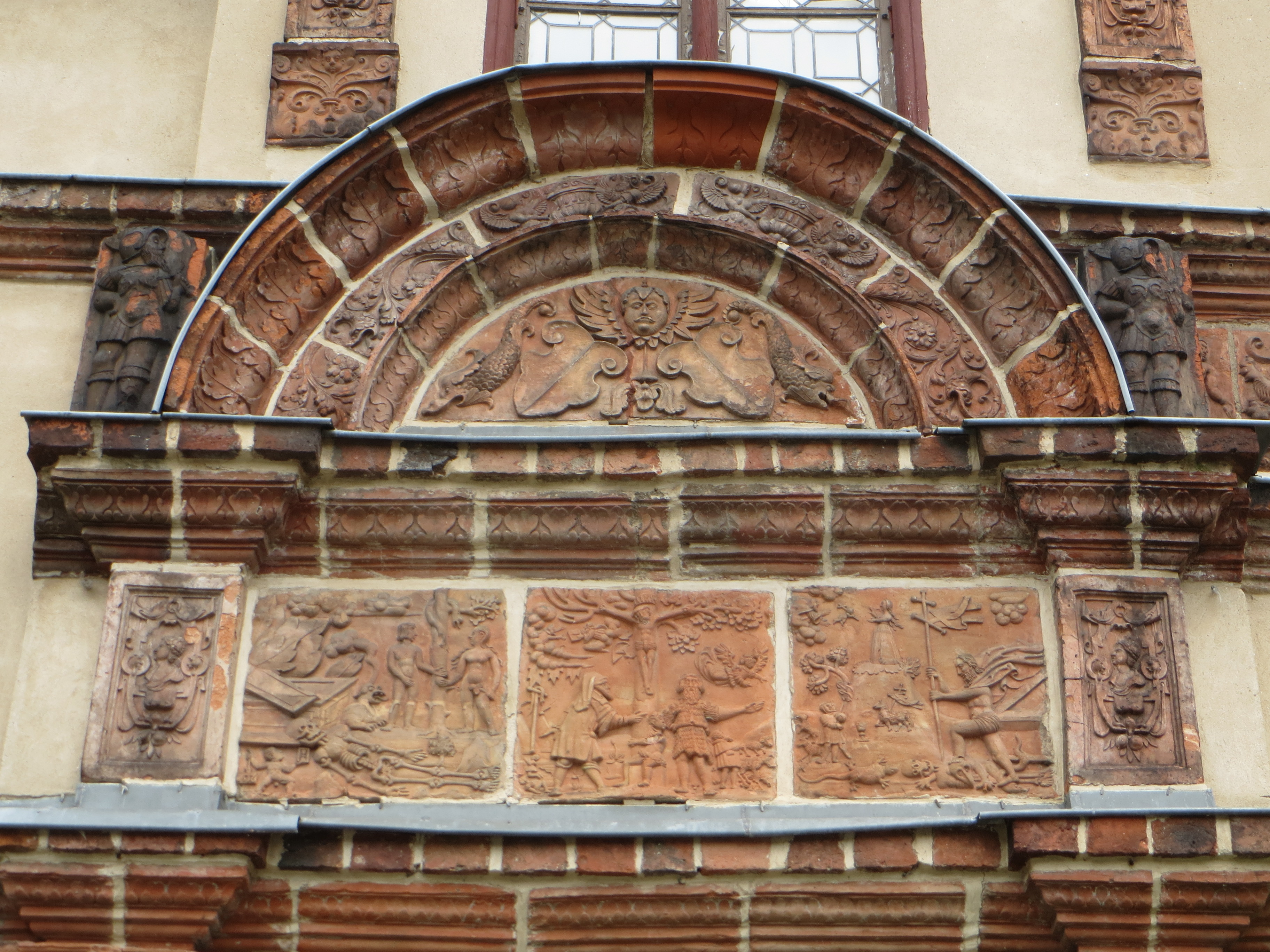
Terracotta-reliëfs op de gevel van het kasteel
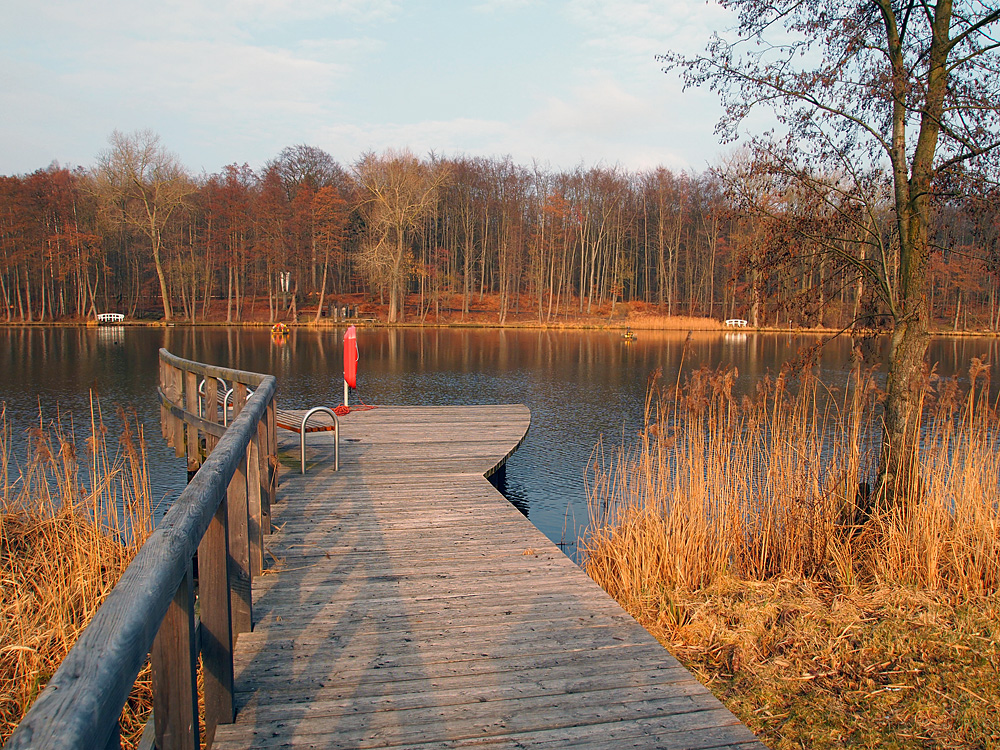
Het meer Burgsee ten oosten van het kasteel

De architecturaal-historische en kunsthistorische betekenis van dit gebouw gaat terug op de uiterst rijke gevelversiering. Dit wordt deels in Haustein (behouwen kalksteen) uitgevoerd, maar voornamelijk in terracotta. Net als bij het Paleis van Schwerin (en het vroeg 16e-eeuwse kasteel Fürstenhof in de stad Wismar) zijn de gevels van het paleis rijkelijk versierd met reliëfs uit een te Lübeck gevestigd atelier van de Rijnlander Statius van Düren. Hier werden enkele bijbelse scènes gebruikt.
Het oorspronkelijke gebouw van het kasteel was een Slavisch kasteel met een ringwal, waarvan de aanwezigheid op die locatie in de 8e eeuw is aangetoond. Het kasteel Godebuz was in de macht van het Slavische volk der Abodriten. Na de verovering door de troepen van Hendrik de Leeuw, werd het kasteel in 1143 ondergebracht in het door deze in het leven geroepen Graafschap Ratzeburg. Van 1200 tot 1204, werd het kasteel bezet door de Denen en vervolgens herbouwd in de 13e eeuw tot een massief bakstenen kasteel met een vrijstaande stenen donjon. Van 1283 tot 1299 was het kasteel de hoofdresidentie van de vorsten van Mecklenburg. Sindsdien draagt ook de nabijgelegen Burgsee zijn naam.
Het renaissancistische kasteel op de Schlossberg met Terracotta, als een typisch voorbeeld van de Noord-Duitse baksteenrenaissance, werd herbouwd door architect Christoph Haubitz van 1571 tot 1573 onder de bewindvoerder van het bisdom Ratzeburg Christoffel van Mecklenburg. In 1675 ontmoette de Pruisische keurvorst Frederik Willem I van Brandenburg de Deense koning Christiaan V van Denemarken in het kasteel om hun bondgenootschap in de Schoonse Oorlog af te sluiten. Van 1734 tot 1768, het kasteel was onder Hannoveraanse bezetting, werd het de zetel van het hertogelijke administratieve bestuur. Van 1878 tot 1879 werd het tot een voor die tijd modern kantoorpand verbouwd. Aan het einde van de 18e eeuw werd de donjon afgebroken. In 1903 en 1904 werden door Gustav Hamann verdere renovaties uitgevoerd. In 1945 werd de Barber-Ljaschchenko-overeenkomst tussen de Westerse geallieerden en de Sovjet-Unie, een gebiedsruil tussen Sleeswijk-Holstein en Mecklenburg-Voor-Pommeren, (zie: Zarrentin am Schaalsee) hier ondertekend.
Na 1945 werd het kasteel door de Duitse Democratische Republiek gebruikt als museum, internaat en later als administratief gebouw en rechtbank. In 1953 verhuisde de songwriter Wolf Biermann van Hamburg naar het internaat in het kasteel en haalde daar in 1955 zijn middelbareschooldiploma. In 2002 werd het gedeeltelijk vernieuwde,  gebouw aan de uitgever Herbert Freisleben-Liechtenstein uit Rimpar verkocht. In maart 2015 gaf Freisleben het kasteel weg aan de Hoffnungsgut-vereniging. 
In 2017 geraakte het slot in bezit van de gemeente Gadebusch, die het op een faillissementsveiling aankocht. De gemeente heeft besloten, in samenwerking met twee charitatieve organisaties en met de deelstaat Mecklenburg-Voor-Pommeren, het kasteel niet alleen als congres- en partycentrum (zoals anno 2021 reeds gebeurt), maar ook in versterkte mate voor culturele doeleinden te gaan gebruiken. De bedoeling is, in het slot een muziekschool voor kinderen en tieners, en voor getalenteerde musici een Musikhochschule, een conservatorium, het eerste in deze deelstaat, te vestigen. Reeds in het gebouwencomplex aanwezig is o.a. een museum en een horecabedrijf (hotel in het koetshuis, restaurant in het bijgebouw Remise). Daarnaast moet het kasteel, dat een groot deel van het centrum van het stadje Gadebusch in beslag neemt, een centrum van uiteenlopende culturele activiteiten blijven.
Uitvoerige (Duitstalige) informatie over de stand van zaken rondom dit project (Toekomst-kasteel), dat een looptijd tot ten minste het jaar 2031 heeft, is te vinden op  (www.zukunftsschloss.de). Op deze website kunnen geïnteresseerden een uit augustus 2021 daterend boekwerk van 222 pagina's downloaden (Gesamtkonzeption Zukunftsschloss Gadebusch), dat de plannen tot 2031 behandelt.